# Falla de la Cordillera Blanca

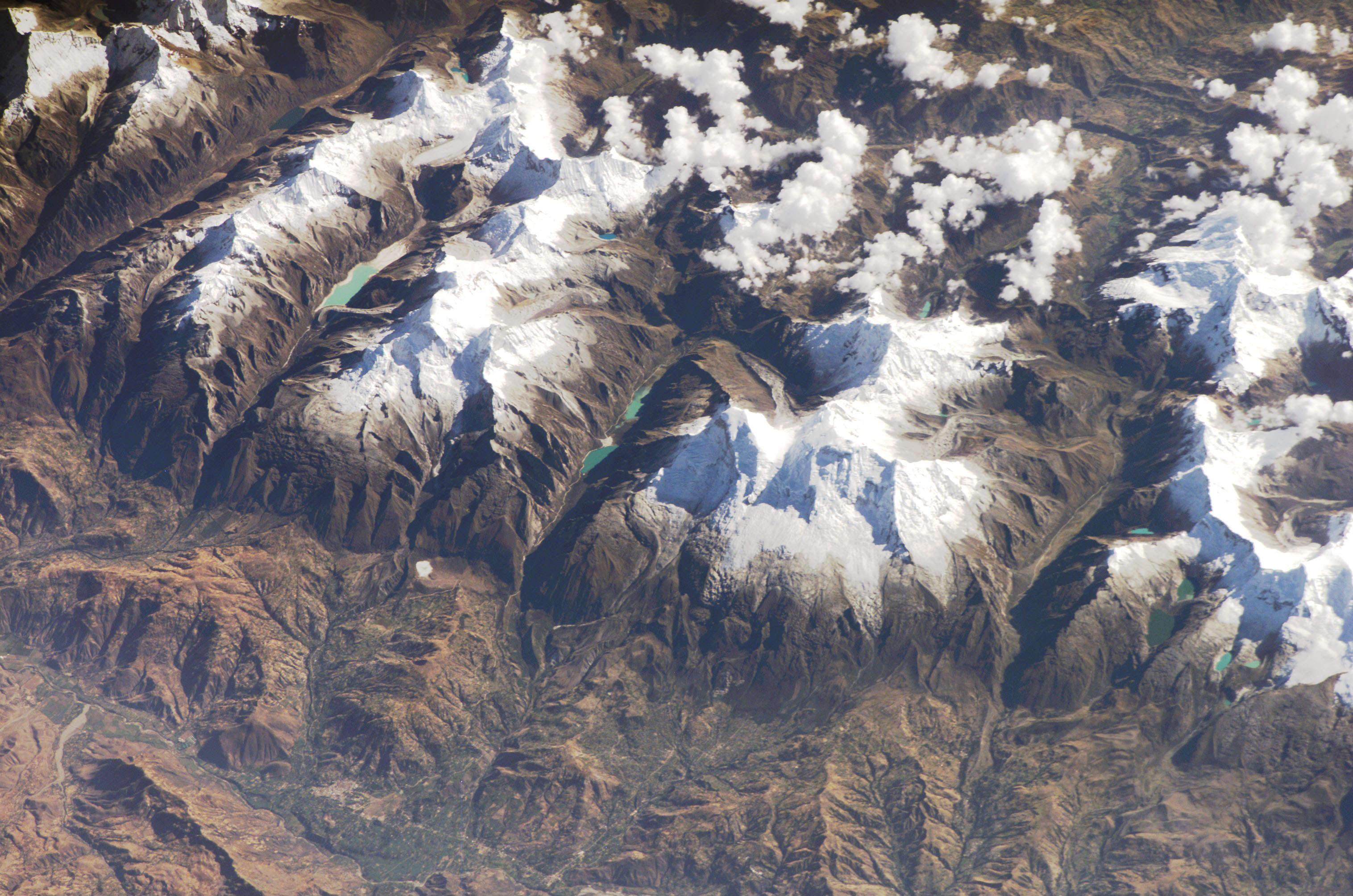
Parte de la Cordillera Blanca vista desde la Estación Espacial Internacional en 2006.

La Falla de la Cordillera Blanca es un sistema de fallas geológicas ubicado junto a la Cordillera Blanca en el norte de los Andes peruanos. La falla se considera la más activa en el norte de Perú. La última vez que se rompió la falla fue en el año 1500 o antes. La zona de falla forma el límite occidental del batolito de la Cordillera Blanca.